# Левант, Яков Анатольевич
Яков Анатольевич Лева́нт (1915—1981) — русский советский писатель-фантаст, автор приключенческой литературы, драматург.

## Биография
Родился 1 (14 ноября) 1915 года в Петрограде в семье врача, промышленника, мецената и антрепренёра Анатолия Яковлевича Леванта (1874—1942) и актрисы Александры Яковлевны Садовской (1888—1956), звезды московских и оренбургского театров, впоследствии удостоенной звания заслуженной артистки РСФСР (1945).
Участник Великой Отечественной войны. Командовал разведчиками на Волховском фронте, участвовал в боях по прорыву блокады Ленинграда, был топографом Гродненской кавалерийской дивизии. Много лет был геодезистом в Средней Азии.
Умер 18 августа 1981 года в Оренбурге.

## Творчество
Первые рассказы Якова Леванта относятся к началу 1950-х годов (одна из ранних публикаций — в сборнике молодых чкаловских авторов «Рассказы» (1951)). В дальнейшем его произведения печатались в газете «Южный Урал», журналах «Уральский следопыт» и «Волга», альманахе «Степные огни», сборнике «Великая дружба» (1954) и других изданиях.
Начав с рассказов и очерков в жанре бытового социалистического реализма, вскоре перешёл к приключенческим произведениям в духе популярных в те годы серий БВП (Библиотечка Военных Приключений) и ВП (Военные Приключения), в которых отразился военный опыт писателя. Первой отдельной книгой Леванта стала небольшая повесть «Бронзовый олень». В ней рассказывалось о приключениях молодого солдата Сергея Ивлева, столкнувшегося на фронте с гитлеровскими диверсантами. Этому же герою была посвящена и вторая повесть — «Наследство дядюшки Питера», вышедшая в 1961 году.
Позднее, уже в 1960-х годах, автор обратился к фантастике, написав повесть «Космический ключ» (1963; фрагмент издан в 1962 году под заглавием «Зелёный смерч»), типичное произведение научной фантастики «ближнего прицела» о передовых достижениях советских учёных и происках врагов с Запада. Герои повести — советские биофизики и агрономы, стремящиеся преобразовать бесплодные пески, солончаки, болота в плодородные земли.
Помимо этого, к фантастическому жанру относятся его рассказы «Волшебные звуки банджо» (1964) и «Варан» (1965), и пьеса-сказка «Тайна золотого кедра» (1973).

## Награды
- орден Красной Звезды (28.5.1945; был представлен к ордену Отечественной войны II степени)
- медали

### Книги
- Левант Я. Бронзовый олень: Повесть. — Чкалов: Кн. изд-во, 1957.
- Левант Я. Наследство дядюшки Питера: Повесть. — Оренбург: Кн. изд-во, 1961.
- Левант Я. Космический ключ: НФ повесть. — Оренбург: Кн. изд-во, 1963. — 232 с. — 65 000 экз.
- Левант Я. Тайна золотого кедра: Сказка-пьеса. — Оренбург: Кн. изд-во, 1973.

## Отдельные публикации
- Левант Я. Волшебные звуки банджо: НФ рассказ //Уральский следопыт, 1964. № 3. С. 41-59.
- Левант Я. Вечный огонь: Пьеса //Южный Урал (Оренбург), 1973. 18, 19 авг.